# Campeonato Mundial de Escalada de 1991
El I Campeonato Mundial de Escalada se celebró en Fráncfort (Alemania) el 2 de octubre de 1991 bajo la organización de la Federación Internacional de Escalada Deportiva (IFSC) y la Federación Alemana de Deportes de Escalada.

## Medallistas

### Masculino
| Evento     | Oro                         | Plata                 | Bronce                       |
| ---------- | --------------------------- | --------------------- | ---------------------------- |
| Dificultad | François Legrand Francia    | Yuji Hirayama Japón   | Guido Köstermeyer · Alemania |
| Velocidad  | Hans Florine Estados Unidos | Jacky Godoffe Francia | Kairat Rajmetov · Kazajistán |

### Femenino
| Evento     | Oro                          | Plata                      | Bronce                          |
| ---------- | ---------------------------- | -------------------------- | ------------------------------- |
| Dificultad | Susi Good · Suiza            | Isabelle Patissier Francia | Robyn Erbesfield Estados Unidos |
| Velocidad  | Isabelle Dorsimond · Bélgica | Agnès Brard Francia        | Venera Chereshneva · Rusia      |

## Medallero
| Núm. | País           | Oro | Plata | Bronce | Total |
| ---- | -------------- | --- | ----- | ------ | ----- |
| 1    | Francia        | 1   | 3     | 0      | 4     |
| 2    | Estados Unidos | 1   | 0     | 1      | 2     |
| 3    | Bélgica        | 1   | 0     | 0      | 1     |
| 3    | Suiza          | 1   | 0     | 0      | 1     |
| 5    | Japón          | 0   | 1     | 0      | 1     |
| 6    | Alemania       | 0   | 0     | 1      | 1     |
| 6    | Kazajistán     | 0   | 0     | 1      | 1     |
| 6    | Rusia          | 0   | 0     | 1      | 1     |
|      | TOTAL          | 4   | 4     | 4      | 12    |